# Тарасівка (Олександрівська селищна громада)
Тара́сівка — село в Україні, в Олександрівській селищній громаді Кропивницького району Кіровоградської області. Населення становить 24 особи.

## Населення
Згідно з переписом УРСР 1989 року чисельність наявного населення села становила 48 осіб, з яких 22 чоловіки та 26 жінок.
За переписом населення України 2001 року в селі мешкали 24 особи.

### Мова
Розподіл населення за рідною мовою за даними перепису 2001 року:
| Мова       | Відсоток |
| ---------- | -------- |
| українська | 95,83 %  |
| російська  | 4,17 %   |